# Свята Евіта
Свята Евіта (ісп. Santa Evita) — це аргентинський інтернет-серіал у жанрі драми, біографії, історії створений компаніями Buena Vista Original Productions, Non Stop, Star Original Productions. В головних ролях — Наталія Орейро, Ернесто Альтеріо, Даріо Грандінетті, Дієго Веласкес, Франсеск Орелья.
Перший сезон вийшов 26 липня 2022 року.
Серіал має 1 сезон. Завершився 7-м епізодом, який вийшов у ефір 26 липня 2022 року.
Режисер серіалу — Родріго Гарсія, Алехандро Маці.
Сценарист серіалу — Марсела Герті, Памела Рементерія.
Серіал заснований на романі «Свята Евіта» Томаса Елоя Мартінеса (1995 року).

## Сюжет
Серіал розповідає про інтригуючу історію першої леді Аргентини Еви Перон після її смерті від раку шийки матки у віці 33 років у 1952 році. І як її забальзамовані останки після того, як вони були представлені мільйонам людей, були викрадені військовою диктатурою 1955 року, яка називала себе Визвольною революцією.

## Актори та ролі
| Актори             | Ролі                    | Сезон                |
| Актори             | Ролі                    | 1                    |
| ------------------ | ----------------------- | -------------------- |
| Наталія Орейро     | Ева Перон               | Основний персонаж    |
| Ернесто Альтеріо   | Карлос Мурі Кеніг       | Основний персонаж    |
| Даріо Грандінетті  | Хуан Домінго Перон      | Основний персонаж    |
| Дієго Веласкес     | Маріано Васкес          | Основний персонаж    |
| Франсеск Орелья    | Педро Ара Сарріа        | Основний персонаж    |
| Дієго Кремонесі    | Едуардо Арансібіа       | Періодичний персонаж |
| Ектор Діас         | Хуліо Алькарас          | Періодичний персонаж |
| Гільєрмо Аренго    | Еміліо Кауфман          | Періодичний персонаж |
| Іван Мошнер        | Альдо Сіфуентес         | Періодичний персонаж |
| Даміан Кандусі     | Мілтон Галарза          | Періодичний персонаж |
| Хорхе Прадо        | Атіліо Ренці            | Періодичний персонаж |
| Габріела Ферреро   | Хуана Ібаргурен         | Періодичний персонаж |
| Марія Канале       | Ірен Кауфман            | Періодичний персонаж |
| Марсела Герті      | Адела                   | Періодичний персонаж |
| Каміла Матеос      | Ева Перон (підліток)    | Періодичний персонаж |
| Себастьян Арцено   | Густаво Фескет          | Періодичний персонаж |
| Даніель Ді Біасе   | Маріно                  | Запрошена зірка      |
| Начо Вавассорі     | Корея                   | Запрошена зірка      |
| Джульєта Валліна   | Аніта                   | Запрошена зірка      |
| Матіас Бассі       | Хуан Рамон Дуарте       | Запрошена зірка      |
| Айтор Мігуенс      | Ангел                   | Запрошена зірка      |
| Агустін Васкес     | Родрігес                | Запрошена зірка      |
| Федра Дефенденте   | Ермінда Дуарте          | Запрошена зірка      |
| Дженні Мерла       | Бланка Дуарте           | Запрошена зірка      |
| Даріо Піанеллі     | Хуан Карлос Армані      | Запрошена зірка      |
| Ісус Каталіно      | Лівіо Гандіні           | Запрошена зірка      |
| Мауро Альварес     | Піккард                 | Запрошена зірка      |
| Дієго Маріані      | Агустін Магальді        | Запрошена зірка      |
| Вальтер Корнас     | Маріо «Каріньо» Пульєзе | Запрошена зірка      |
| Пабло Топоросі     | Раміро                  | Запрошена зірка      |
| Факундо Акінос     | Мігель                  | Запрошена зірка      |
| Марія Вільяр       | Олена Ередіа            | Запрошена зірка      |
| Маурісіо Мінетті   | Салдіас                 | Запрошена зірка      |
| Агустін Ріттано    | Хосе «Чіно» Асторга     | Запрошена зірка      |
| Маргарита Мольфіно | Лідія                   | Запрошена зірка      |
| Євгенія Алонсо     | Селія                   | Запрошена зірка      |
| Мара Бестеллі      | Роса                    | Запрошена зірка      |
| Патрісіо Арамбуру  | Туліо Коромінас         | Запрошена зірка      |

## Сезони
| Сезон | Епізоди | Епізоди | Оригінальний показ | Оригінальний показ | Оригінальний показ |
| Сезон | Епізоди | Епізоди | Перший показ       | Останній показ     | Мережа             |
| ----- | ------- | ------- | ------------------ | ------------------ | ------------------ |
| 1     | 7       | 7       | 26 липня 2022      | 26 липня 2022      | Star+              |

## Список серій

### Сезон 1 (2022)
| № | # | Назва                                            | Режисер                              | Сценарист                        | Перший ефір у США |
| - | - | ------------------------------------------------ | ------------------------------------ | -------------------------------- | ----------------- |
| 1 | 1 | «Та жінка» «Esa mujer»                           | Родріго Гарсіа Барча, Алехандро Маці | Марсела Герті, Памела Рементерія | 26 липня 2022     |
| - |   |                                                  |                                      |                                  |                   |
| 2 | 2 | «Чотири могили для Єви» «Cuatro tumbas para Eva» | Родріго Гарсіа Барча, Алехандро Маці | Марсела Герті, Памела Рементерія | 26 липня 2022     |
| - |   |                                                  |                                      |                                  |                   |
| 3 | 3 | «Дякую, що існуєте» «Gracias por existir»        | Родріго Гарсіа Барча, Алехандро Маці | Марсела Герті, Памела Рементерія | 26 липня 2022     |
| - |   |                                                  |                                      |                                  |                   |
| 4 | 4 | «Ідеальна дружина» «Una esposa perfecta»         | Родріго Гарсіа Барча, Алехандро Маці | Марсела Герті, Памела Рементерія | 26 липня 2022     |
| - |   |                                                  |                                      |                                  |                   |
| 5 | 5 | «Лялечка» «Puppé»                                | Родріго Гарсіа Барча, Алехандро Маці | Марсела Герті, Памела Рементерія | 26 липня 2022     |
| - |   |                                                  |                                      |                                  |                   |
| 6 | 6 | «Людина» «Persona»                               | Родріго Гарсіа Барча, Алехандро Маці | Марсела Герті, Памела Рементерія | 26 липня 2022     |
| - |   |                                                  |                                      |                                  |                   |
| 7 | 7 | «Свята Евіта» «Santa Evita»                      | Родріго Гарсіа Барча, Алехандро Маці | Марсела Герті, Памела Рементерія | 26 липня 2022     |
| - |   |                                                  |                                      |                                  |                   |